# ドルメッレット
ドルメッレット（伊: Dormelletto）は、イタリア共和国ピエモンテ州ノヴァーラ県にある、人口約2,500人の基礎自治体（コムーネ）。

## 地理

### 位置・広がり
| 隣接するコムーネは以下の通り。括弧内のVAはヴァレーゼ県所属を示す。 - アンジェーラ (VA) - アローナ - カステッレット・ソプラ・ティチーノ - コミニャーゴ - セスト・カレンデ (VA) |